# Musée national d'histoire naturelle des États-Unis
Ne doit pas être confondu avec MNHN.
Le musée national d'histoire naturelle des États-Unis, dont le nom officiel en anglais est 
National Museum of Natural History (NMNH), est aux États-Unis le seul musée de rang national pour ce qui est de l'histoire naturelle. Il est administré par la Smithsonian Institution, l'une des plus importantes institutions américaines de recherche et de vulgarisation, qui comprend en elle bien d'autres musées, comme le musée national d'histoire américaine, le pavillon des Arts et Industries, le musée national américain de l'air et de l'espace, etc.
Le musée national d'histoire naturelle des États-Unis est situé dans l'esplanade National Mall (connue simplement comme « le Mall »), à Washington, la capitale du pays.

## Histoire
Avant de posséder un musée spécialisé dans l'histoire naturelle, la Smithsonian Institution avait décidé de se doter, dès l'année même de sa fondation en 1846, d'un musée dit « national », le United States National Museum, littéralement le « Musée national des États-Unis ». Après que les travaux furent terminés, ce musée national ouvrit ses portes en 1858. Cette structure, le bâtiment de la Smithsonian Institution, est l'actuel siège de l'institution, populairement connu comme « le Château » (The Castle). Ce musée national du XIXe siècle n'était pas un musée strictement spécialisé dans l'histoire naturelle, il réunissait les spécimens de l'histoire naturelle de la Smithsonian mais aussi des collections et des fonds qui n'étaient pas liés aux sciences de la nature. Les années passant, l'espace commença à manquer, et une partie des collections fut envoyée à un nouveau bâtiment, le National Museum Building, construit à partir de 1879 et inauguré en mars 1881. Ce bâtiment est actuellement le pavillon des Arts et Industries.
Avec le temps, l'espace pour loger les collections en vint à manquer à nouveau, et le 28 juin 1902, le Congrès des États-Unis donna son accord pour la construction d'un nouveau bâtiment,. Celui-ci ne fut vraiment terminé qu'en juin 1911, mais entretemps, alors que les derniers travaux se poursuivait, le bâtiment avait ouvert ses portes au public depuis le 17 mars 1910. Le musée national d'histoire naturelle des États-Unis y est toujours installé depuis.

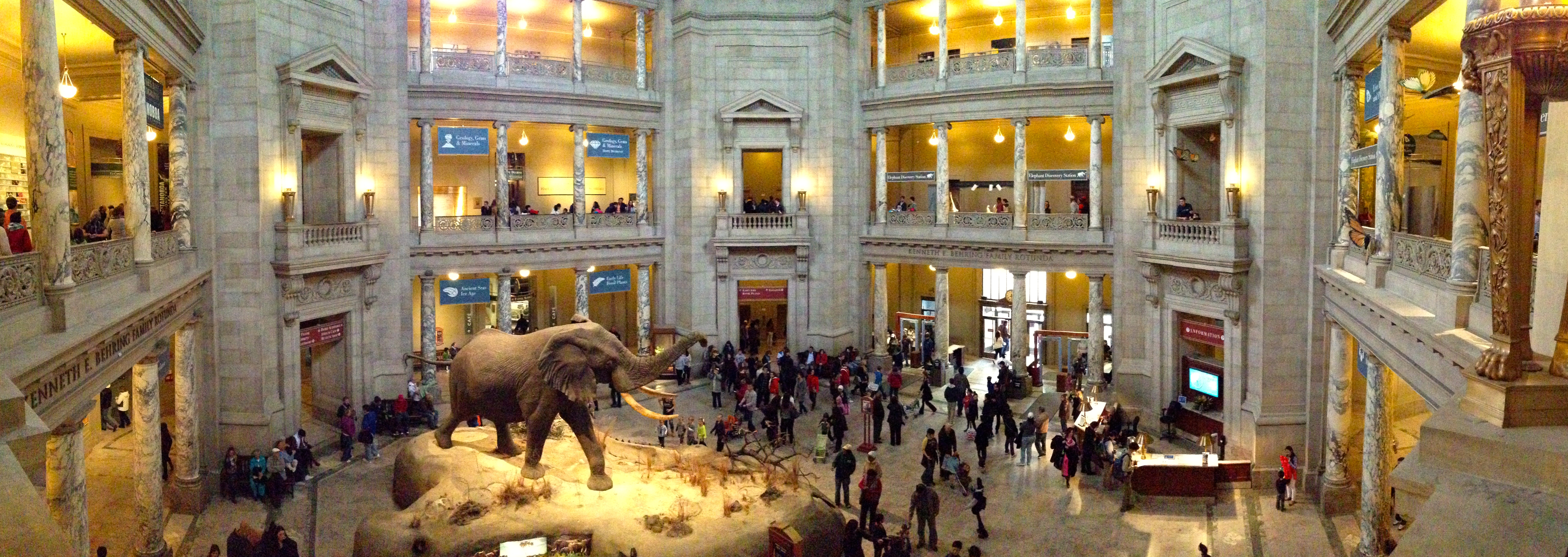
Intérieur de la rotonde

## Description générale
Les collections du musée ont atteint dans l'actualité les 125 millions de spécimens. C'est un fonds qui comprend des échantillons tant végétaux qu’animaux, ainsi que des fossiles, des minéraux et des roches, des météores et objets ethnologiques.
Ce musée est la deuxième institution la plus populaire parmi les structures de la Smithsonian. Outre d’importantes collections ouvertes au public, c’est également un important centre de recherche où travaillent 185 scientifiques.
Les collections comprennent notamment 46 spécimens types complets de dinosaures (Ceratosaurus nasicornis, Stegosaurus stenops, Camptosaurus browni, Thescelosaurus neglectus...).
Parmi les pièces les plus célèbres du musée se trouve le diamant Hope, deuxième objet d'art le plus visité dans le monde (6 millions de visiteurs annuels) après la Joconde au Louvre (8 millions de visiteurs annuels).

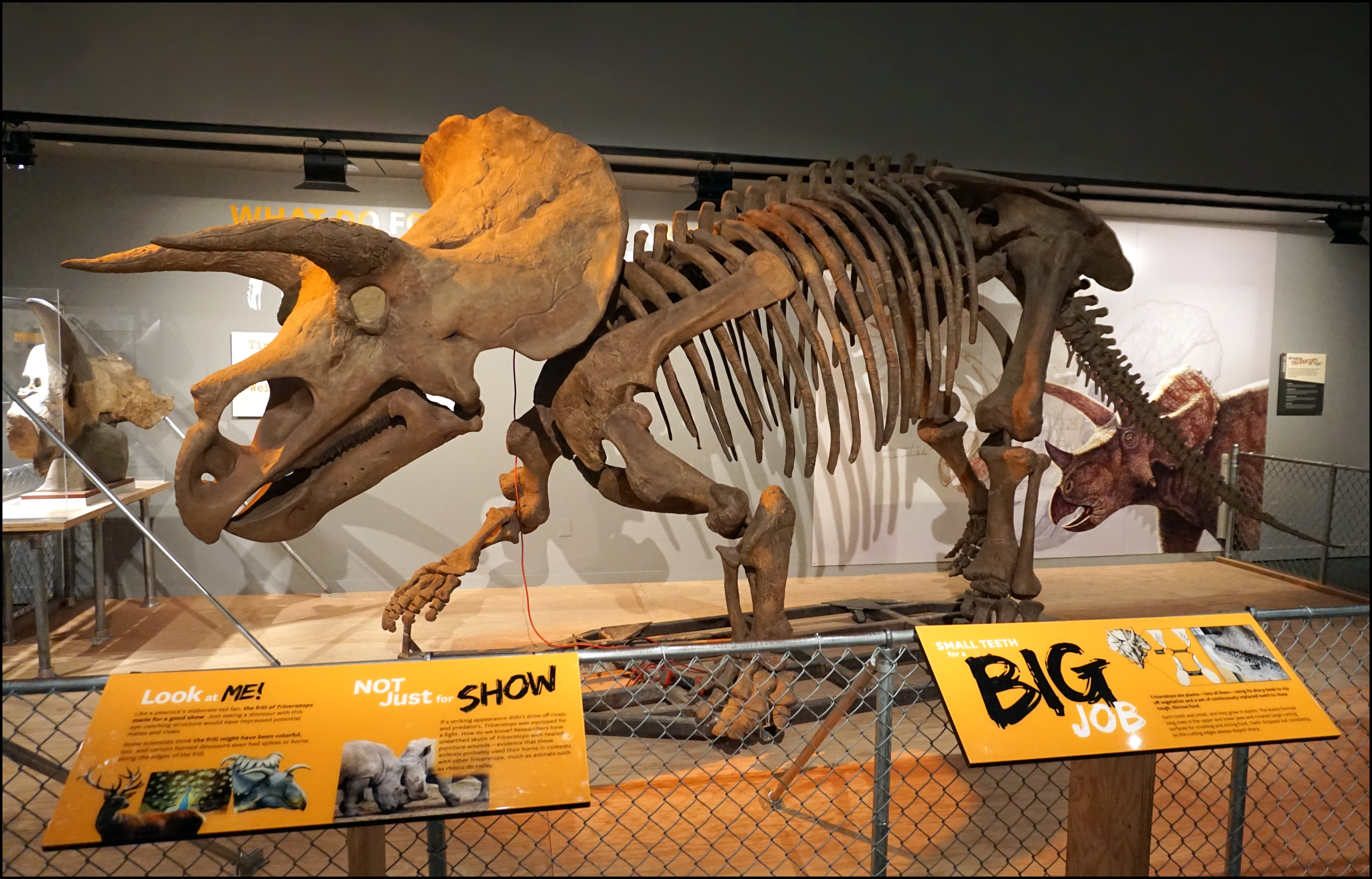
Squelette d'un Triceratops
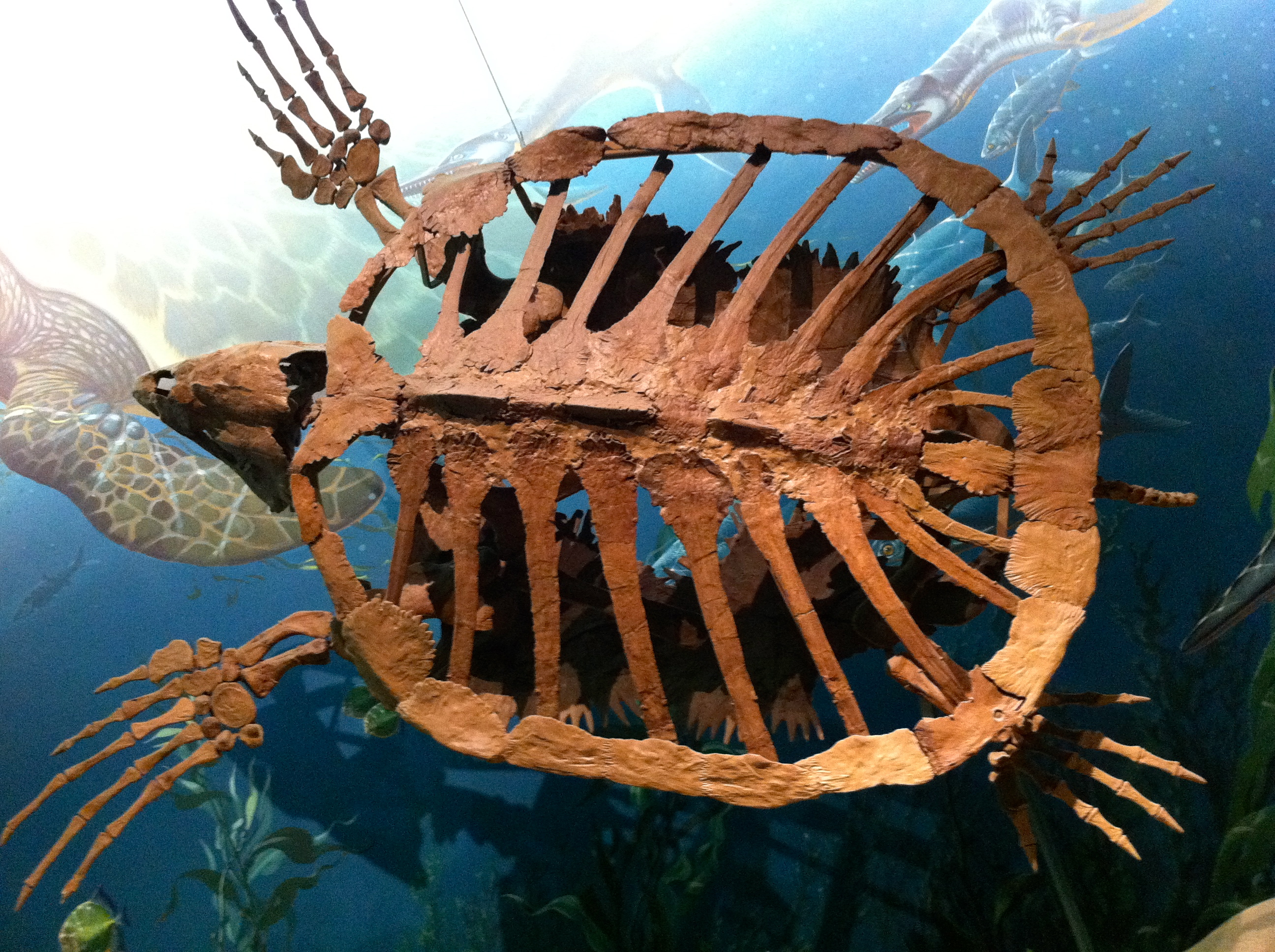
Fossile de Protostega gigas
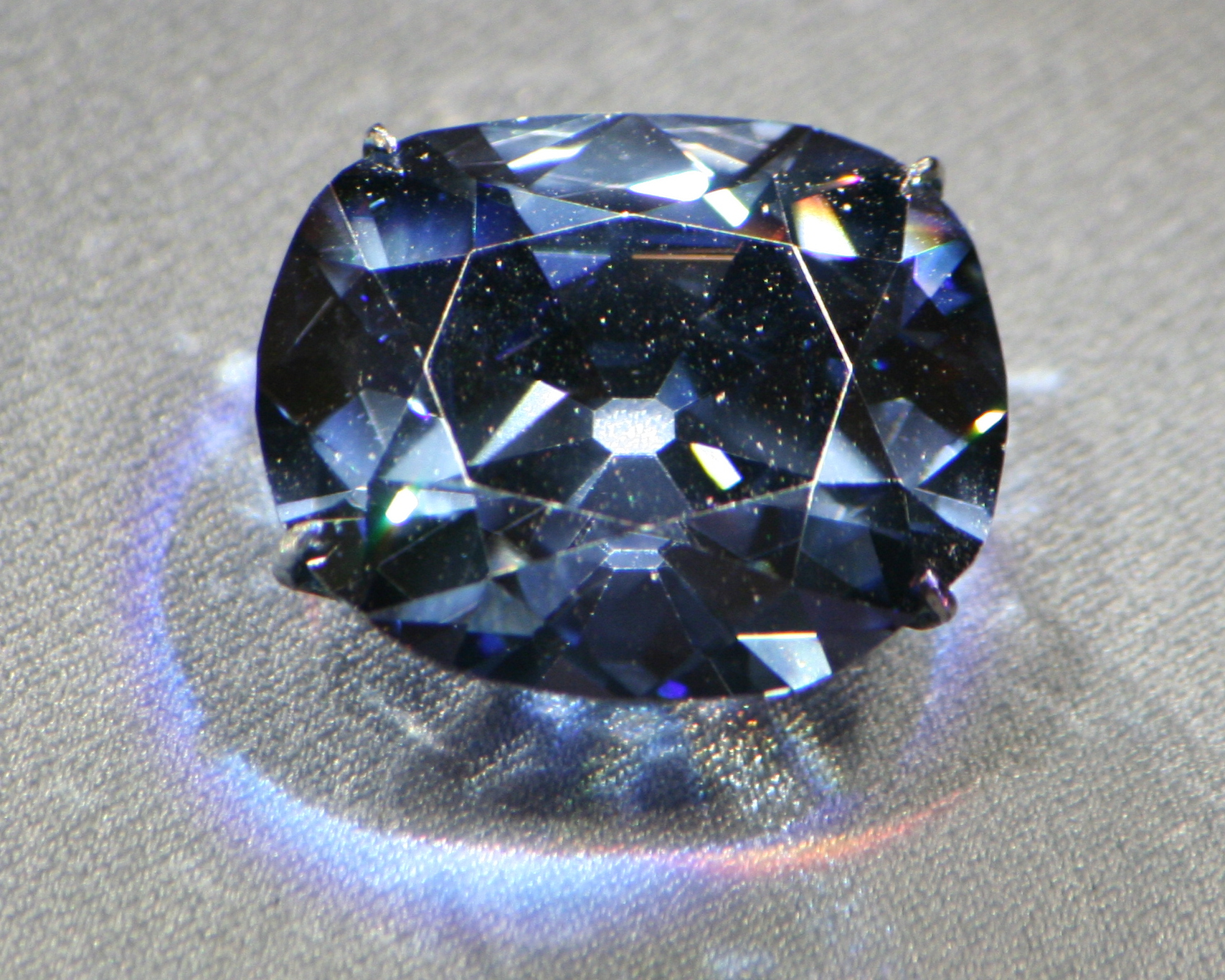
Le diamant Hope